# Isabella di Valois (duchessa di Borbone)
Isabella di Valois (1313 – Parigi, 26 luglio 1383) è stata Duchessa consorte di Borbone e Contessa consorte di Clermont, dal 1341 al 1356.

## Origine
Isabella, sia secondo la Histoire du Bourbonnais et des Bourbons qui l'ont possédé, Volume 1, che secondo la Histoire généalogique et chronologique de la maison royale de France era figlia del conte di Valois, Conte di Angiò e del Maine, conte d'Alençon e conte di Chartres, che fu anche Imperatore consorte titolare dell'Impero Romano d'Oriente e re titolare d'Aragona, Carlo di Valois e della sua terza moglie, Matilde di Châtillon, che secondo il Continuatio Chronici Guillelmi de Nangiaco era figlia del conte di Saint Pol, Guido III di Châtillon e della moglie, Maria di Bretagna.
Carlo di Valois, secondo la Ex brevi Chronico ecclesiæ S. Dionysii era il figlio quartogenito del re di Francia, Filippo III l'Ardito, e della prima moglie, Isabella d'Aragona.
Un suo fratellastro, Filippo, divenne re di Francia, una sua sorella Bianca di Valois (1317 - 1348) fu la moglie di Carlo, conte di Lussemburgo, re di Boemia, Re dei Romani e futuro Imperatore del Sacro Romano Impero e l'altra sorella Maria di Valois (1311 - 1341), in quanto moglie di Carlo d'Angiò, fu Duchessa di Calabria.

## Biografia
Isabella, secondo la Histoire généalogique et chronologique de la maison royale de France, il 25 gennaio 1336, aveva sposato, l'erede del Ducato di Borbone e della Contea di Clermont, Pietro, che, sia secondo la Histoire du Bourbonnais et des Bourbons qui l'ont possédé, Volume 1, che secondo la Histoire généalogique et chronologique de la maison royale de France era il figlio primogenito del Signore e poi primo duca di Borbone, conte di Clermont e conte di La Marche, Luigi I e della moglie, Maria di Avesnes, che, secondo il capitolo nº 78a della Chronologia Johannes de Beke era figlia del Conte di Hainaut e conte d'Olanda e di Zelanda Giovanni e della moglie, Filippa di Lussemburgo (1252-6 aprile 1311); anche la Chronique parisienne anonyme du XIVe siècle riporta la notizia del matrimonio di Pietro e Isabella, avvenuto al Bois de Vincennes.
Isabella divenne Duchessa consorte di Borbone e Contessa consorte di Clermont, alla morte del suocero, Luigi I di Borbone, che morì nel gennaio del 1341 e fu sepolto nella chiesa dei Frati Predicatori o dei Giacobini (Couvent des Jacobins), di Parigi, accanto alla tomba di suo padre, Roberto; secondo il necrologio delle Chartreux de Vauvert, Luigi (Ludovicus dux Borbonii) morì il 10 febbraio (IV Id Feb) 1342, mentre secondo il necrologio della Sainte-Chapelle, Luigi (Ludovici ducis de Bourbonio) morì il 27 febbraio (III Kal Mar) 1342. Mentre suo marito, Pietro, che era il primogenito, succedette al padre, come duca di Borbone, Pietro I, il fratello cadetto, Giacomo ricevette la contea di La Marche (Giacomo I).
Isabella rimase vedova nel 1356; suo marito, Pietro I, fu ucciso durante la battaglia; il suo corpo fu trasportato a Parigi e sepolto nella Chiesa dei Giacobini. Nei suoi titoli le succedette l'unico figlio maschio, Luigi, come Luigi II.
Il 23 giugno 1358, Isabella, lasciò ai figli 25.000 Livre tournois: quindi prese il velo e si ritirò nel convento di San Marcello dei francescani di Parigi; luogo nel quale nel 1379, secondo il documento nº 115b della Histoire des ducs de Bourbon et des comtes de Forez, Volume 3, Isabella (Ysabeau de Valoys duchesse de Bourbon) redasse il suo testamento, in cui indicava come esecutore testamentario il figlio, Luigi (notre très cher filz Loys duc de Bourbon).
Isabella morì il 26 luglio 1383, e fu sepolta nella Chiesa dei Giacobini, di Parigi.

## Figli
Isabella a Pietro diede otto figli:
- Luigi (1337-1410), Duca di Borbone e Conte di Clermont[2][21];
- Giovanna (1338-1378), sposò Carlo, futuro re di Francia[2][21];
- Bianca (1339-1361), sposò Pietro I, re di Castiglia[21][22];
- Bona (1341-1402), sposò Amedeo VI di Savoia[21][22];
- Caterina (1342-1427), sposò Giovanni VI di Harcourt, come riportato dalla Chronique des règnes de Jean II et de Charles V. Tome 1[23];
- Margherita (1344-1416), sposò Arnaud-Amanieu VIII d'Albret[22][24];
- Isabella (1345-?), che non prese marito[22][24];
- Maria (1347-1401), priora di Poissy, come risulta dal documento nº 3793 dei Titres de la maison ducale de Bourbon[25].

## Ascendenza
|                        |                       |                         | Genitori                           |  |  | Nonni |  |  | Bisnonni            |  |  | Trisnonni             |  |
|                        |                       |                         |                                    |  |  |       |  |  | Luigi IX di Francia |  |  | Luigi VIII di Francia |  |
|                        |                       |                         |                                    |  |  |       |  |  | Luigi IX di Francia |  |  | Luigi VIII di Francia |  |
|                        |                       | Bianca di Castiglia     |                                    |  |  |       |  |  | Luigi IX di Francia |  |  |                       |  |
| Filippo III di Francia |                       |                         |                                    |  |  |       |  |  | Luigi IX di Francia |  |  |                       |  |
|                        |                       | Margherita di Provenza  | Raimondo Berengario IV di Provenza |  |  |       |  |  |                     |  |  |                       |  |
|                        |                       | Margherita di Provenza  | Raimondo Berengario IV di Provenza |  |  |       |  |  |                     |  |  |                       |  |
|                        |                       | Margherita di Provenza  | Beatrice di Savoia                 |  |  |       |  |  |                     |  |  |                       |  |
| Carlo di Valois        |                       | Margherita di Provenza  |                                    |  |  |       |  |  |                     |  |  |                       |  |
|                        |                       | Giacomo I d'Aragona     | Pietro II di Aragona               |  |  |       |  |  |                     |  |  |                       |  |
|                        |                       | Giacomo I d'Aragona     | Pietro II di Aragona               |  |  |       |  |  |                     |  |  |                       |  |
|                        |                       | Giacomo I d'Aragona     | Maria di Montpellier               |  |  |       |  |  |                     |  |  |                       |  |
| Isabella d'Aragona     |                       | Giacomo I d'Aragona     |                                    |  |  |       |  |  |                     |  |  |                       |  |
|                        |                       | Iolanda d'Ungheria      | Andrea II d'Ungheria               |  |  |       |  |  |                     |  |  |                       |  |
|                        |                       | Iolanda d'Ungheria      | Andrea II d'Ungheria               |  |  |       |  |  |                     |  |  |                       |  |
|                        |                       | Iolanda d'Ungheria      | Iolanda di Courtenay               |  |  |       |  |  |                     |  |  |                       |  |
| Isabella di Valois     |                       | Iolanda d'Ungheria      |                                    |  |  |       |  |  |                     |  |  |                       |  |
|                        | Guido II di Châtillon | Ugo I di Blois          |                                    |  |  |       |  |  |                     |  |  |                       |  |
|                        | Guido II di Châtillon | Ugo I di Blois          |                                    |  |  |       |  |  |                     |  |  |                       |  |
|                        | Guido II di Châtillon | Maria di Blois          |                                    |  |  |       |  |  |                     |  |  |                       |  |
| Guido III di Châtillon | Guido II di Châtillon |                         |                                    |  |  |       |  |  |                     |  |  |                       |  |
|                        |                       | Matilde di Brabante     | Enrico II di Brabante              |  |  |       |  |  |                     |  |  |                       |  |
|                        |                       | Matilde di Brabante     | Enrico II di Brabante              |  |  |       |  |  |                     |  |  |                       |  |
|                        |                       | Matilde di Brabante     | Maria di Svevia                    |  |  |       |  |  |                     |  |  |                       |  |
| Mahaut di Châtillon    |                       | Matilde di Brabante     |                                    |  |  |       |  |  |                     |  |  |                       |  |
|                        |                       | Giovanni II di Bretagna | Giovanni I di Bretagna             |  |  |       |  |  |                     |  |  |                       |  |
|                        |                       | Giovanni II di Bretagna | Giovanni I di Bretagna             |  |  |       |  |  |                     |  |  |                       |  |
|                        |                       | Giovanni II di Bretagna | Bianca di Navarra                  |  |  |       |  |  |                     |  |  |                       |  |
| Maria di Bretagna      |                       | Giovanni II di Bretagna |                                    |  |  |       |  |  |                     |  |  |                       |  |
|                        |                       | Beatrice d'Inghilterra  | Enrico III d'Inghilterra           |  |  |       |  |  |                     |  |  |                       |  |
|                        |                       | Beatrice d'Inghilterra  | Enrico III d'Inghilterra           |  |  |       |  |  |                     |  |  |                       |  |
|                        |                       | Beatrice d'Inghilterra  | Eleonora di Provenza               |  |  |       |  |  |                     |  |  |                       |  |
|                        |                       | Beatrice d'Inghilterra  |                                    |  |  |       |  |  |                     |  |  |                       |  |

### Fonti primarie
- (LA)  Obituaires de la province de Sens. Tome 1,Partie 2.
- (LA)  Chronologia Johannes de Bek.
- (FR)  Chronique des règnes de Jean II et de Charles V. Tome 1
- (LA)  Chronique parisienne anonyme du XIVe siècle.
- (LA)  (FR)  Titres de la maison ducale de Bourbon, tome premier
- (LA)  Recueil des historiens des Gaules et de la France. Tome 20.
- (LA)  Recueil des historiens des Gaules et de la France. Tome 23.
- (LA)  Mémoires pour servir de preuves à l'Histoire ecclésiastique et civile de Bretagne.
- (LA)  Francisci Chronikon Pragense, Liber II
- (IT)  Rerum Italicarum scriptores, vol. 23.

### Letteratura storiografica
- (FR)  Histoire généalogique des ducs de Bourgogne de la maison de France.
- (FR)  Histoire généalogique et chronologique de la maison royale de France, Ducs de Bourbon.
- (FR)  #ES Histoire du Bourbonnais et des Bourbons qui l'ont possédé, Volume 1.
- (FR)  Histoire des ducs de Bourbon et des comtes de Forez, Volume 3